# Misumena fidelis
Misumena fidelis es una especie de araña del género Misumena, familia Thomisidae.

## Distribución
Esta especie se encuentra en México y los Estados Unidos.